# 西米昔布
西米昔布（INN：cimicoxib；开发代号：UR-8880），或译西米考昔，是一种非甾体类抗炎药，用于治疗狗与骨关节炎相关的疼痛和炎症，以及治疗与手术相关的疼痛和炎症。它是一种COX-2抑制剂。